# Gál Tamás (festőművész)
Gál Tamás (Budapest, 1953. október 31. –) magyar festőművész.

## Életpályája
1975–1979 között a Magyar Képzőművészeti Főiskola hallgatója volt; ahol Kokas Ignác oktatta. 1977-től kiállító művész.
A Fiatal Képzőművészek Stúdiója Egyesület tagjaként rendszeresen szerepelt a Stúdió kiállításain, munkáit külföldön is bemutatták. Hiperrealista stílusban festi, esetenként fotóeffektusokat is felhasználva, szimbolikus jelentésű emberalakjait.

## Kiállításai

### Egyéni
- 1977, 1982-1984 Budapest
- 1985 Balassagyarmat

### Válogatott, csoportos
- 1980-1986 Budapest
- 1984 Kassa
- 1988 Vác

## Díjai
- Derkovits Gyula képzőművészeti ösztöndíj (1980-1983)
- Molnár C. Pál közönségdíj (1991)